# Skitch Henderson
Skitch Henderson, geboren als Lyle Russell Cedric Henderson (Birmingham, 27 januari 1918 - New Milford, 1 november 2005), was een uit het Verenigd Koninkrijk afkomstige Amerikaanse jazzpianist, dirigent en componist.

## Biografie
Reeds als jonge tiener verliet Henderson zijn ouders, die tijdens de jaren 1920 waren geëmigreerd naar de Verenigde Staten. Hij behielp zich als pianist in verschillende vaudeville-shows. Midden jaren 1930 werd zijn talent ontdekt door Mickey Rooney en Judy Garland, toen hij tijdens een optreden van beiden inviel voor de zieke pianist.
In 1938 contracteerde Bob Hope hem voor zijn populaire wekelijkse radioshow bij NBC, die Henderson meer dan twee decennia trouw bleef. Gelijktijdig maakte Henderson ook kennis met Bing Crosby, die hem wegens zijn bekwaamheden om in snelle volgorde arrangementsontwerpen (sketches) te kunnen maken, de bijnaam Skitch gaf.
Tijdens de Tweede Wereldoorlog diende hij eerst in de Royal Air Force en daarna, na de inburgering, in de strijdmacht van de Verenigde Staten. Na afloop van de oorlog verdiepte Henderson zijn klassieke studies onder andere bij Arnold Schönberg en Arturo Toscanini, die hij meermaals mocht vervangen aan het dirigentenpaneel. Zo werd Henderson tot een veelzijdig vertolker en dirigent, die in de jazz en de swing net zo goed thuis was als in de klassiek, in Broadway-producties en in ballet- en filmmuziek. Uitgezonderd de New York Philharmonic leidde hij bij gastspelen talrijke grote orkesten in de Verenigde Staten, maar ook in Europa, zoals het London Philharmonic Orchestra. Met het door hemzelf in 1983 in het leven geroepen New York Pops Orchestra ging Henderson vele jaren lang en tot in zijn laatste levensmaanden op uitgebreide tournees.
Vanaf 1945 werkte Henderson regelmatig in de studio en op het concertpodium als pianist en orkestleider voor Frank Sinatra, die hem ook contracteerde voor enkele van diens radioshows en met wie hem ook een persoonlijke vriendschap verbond.
In 1954 voegde Henderson zich bij de legendarische The Tonight Show van de tv-zender NBC en bleef tot 1967 de toonaangevende arrangeur en orkestleider van deze door Steve Allen, daarna door Jack Paar en ten slotte door Johnny Carson gepresenteerde show.
In 1963 won Henderson een Grammy Award voor de orkestratie van George Gershwins Porgy and Bess, opgenomen met het RCA-orkest en Leontyne Price en William Warfield als zangsolisten.
Tijdens de jaren 1970 werd Henderson wegens belastingontduiking veroordeeld tot een viermaandelijkse gevangenisstraf, hetgeen zijn populariteit echter geen afbreuk deed. Naast zijn muzikale activiteiten leidde hij sinds de jaren 1980 in zijn thuisstad New Milford een kookschool en een kunstgalerij. Ter gelegenheid van zijn 80e verjaardag werd Henderson in 1988 geëerd met een groot gala in de New Yorkse Carnegie Hall. In januari 2005 volgde de onderscheiding met de James Smithson Bicentennial Medal.

## Privéleven en overlijden
Skitch Henderson was sinds 1958 getrouwd met het uit het Vogtland afkomstige Duitse fotomodel Ruth Einsiedel, die in de Verenigde Staten onder de artiestennaam Ruth Michaeles werkte. Uit dit huwelijk ontstonden twee kinderen. Henderson overleed in november 2005 op 87-jarige leeftijd.